# Miguel Martinez
Pour les articles homonymes, voir Miguel Martínez et Martinez.
Miguel Martinez, né le 17 janvier 1976 à Fourchambault (Nièvre), est un coureur cycliste français connu surtout pour ses nombreuses victoires en VTT cross-country. En 2000, il réalise le triplé Coupe du monde, championnat du monde et Jeux olympiques. Il est le père de Lenny Martinez, le frère de Yannick Martinez, le fils de Mariano Martinez et le neveu de Martin Martinez.

## Biographie
Issu d'une famille de cyclistes, Miguel Martinez commence très tôt le cyclisme au club cycliste de Fourchambault puis rejoint le club de Varennes-Vauzelles.
Il remporte la médaille de bronze en 1993 lors de la course juniors des championnats du monde de cyclo-cross. Lors des championnats du monde de VTT 1995 à Kirchzarten, il s'adjuge la médaille d'argent dans la course cross-country. En 1996, il est champion du monde de cyclo-cross espoirs. La même année, il gagne trois manches de la Coupe du monde de cross-country, qu'il termine à la deuxième place du classement général. Sélectionné pour les Jeux olympiques d’Atlanta, il s’octroie la médaille de bronze. En 1997, il remporte à nouveau trois manches de la Coupe du monde de cross-country et s'adjuge le classement général. Deux ans plus tard, il remporte la médaille d'argent du championnat du monde de cross-country en 1999 à Åre, en Suède. En 2000, il réalise le triplé Jeux olympiques, championnat du monde et Coupe du monde.
En 2002, Martinez décide de se tester sur la route. Il rejoint l'équipe Mapei-Quick Step. Il s'adjuge une étape du Tour de Navarre. Pour son unique participation au Tour de France en 2002, il se classe 44e, terminant notamment huitième d'une étape.
La saison suivante, en 2003, il signe avec l'équipe Phonak. Il remporte le classement du meilleur grimpeur du Tour méditerranéen qu'il termine à la huitième place du général. Il se classe 85e de Liège-Bastogne-Liège, la seule grande classique à laquelle il participe. Après deux saisons sur route décevantes, il décide en 2004 de terminer sa carrière dans le VTT. En octobre 2006, il met un terme à sa carrière à l'issue du Roc d'azur.
Après de vaines tentatives de retour, à la fin de l'année 2012, il décide de mettre un terme à sa retraite sportive, entamée en 2006. S'entraînant régulièrement avec Mirko Pirazzoli et des professionnels italiens, il retrouve sa discipline de prédilection, le VTT. À 37 ans, il reprend la compétition de haut niveau, et alors qu'il n'est que 800e mondial, il dispose, en début de saison 2013, de l'Italien Fontana, médaillé de bronze aux Jeux de Londres. De nouveau impliqué à 100 % dans son sport, il réintègre l'équipe de France et termine dix-neuvième des championnats d'Europe, le 23 juin. Trois semaines plus tard, il arrive aux championnats de France avec la ferme intention de s'illustrer. Julien Absalon domine la course mais Miguel Martinez réussit à fausser compagnie au duo Maxime Marotte et Stéphane Tempier, pour conquérir la médaille d'argent. Il participe, également, à plusieurs manches de la coupe de France de VTT et de Coupe du monde, comme à Vallnord et à Hafjell, où il s'immisce dans le Top 10. En fin de saison, il s'impose dans la trentième édition du Roc d'Azur, puis lors de la Sea Otter Classic. Malgré les suspicions qui entourent son retour au plus haut niveau, il envisage de participer aux Jeux de Rio en 2016, après avoir signé un contrat de trois ans avec l'équipe FRM Factory Racing Team. Il n'est finalement pas sélectionné, mais il continue la compétition, à la fois en VTT et également en cyclo-cross.
Le 13 juin 2020, il annonce à l'âge de 44 ans, qu'il va recourir jusqu'à la fin de la saison sur route avec l'équipe lettone, Amore & Vita-Prodir. Cette reprise, d'une durée de 6 mois renouvelable, intervient douze années après l'arrêt de sa carrière professionnelle, en 2008.

## Palmarès en VTT

### Jeux olympiques
| - Atlanta 1996 - Médaillé de bronze du cross-country - Sydney 2000 - Champion olympique de cross-country | - Athènes 2004 - Abandon lors du cross-country |  |

### Championnats du monde
| - Vail 1994 - Champion du monde de cross-country juniors - Kirchzarten 1995 - Médaillé d'argent du cross-country - Cairns 1996 - Médaillé d'argent du cross-country espoirs - Château-d'Œx 1997 - Champion du monde de cross-country espoirs | - Mont Sainte-Anne 1998 - Champion du monde de cross-country espoirs - Åre 1999 - Médaillé d'argent du cross-country - Médaillé d'argent du relais mixte par équipes - Sierra Nevada 2000 - Champion du monde de cross-country |  |

### Coupe du monde
- Coupe du monde de cross-country (2)
  - 1996 : 2e, vainqueur de 3 manches
  - 1997 : 1er, vainqueur de 3 manches
  - 1998 : 2e
  - 1999 : 2e, vainqueur d'une manche
  - 2000 : 1er, vainqueur d'une manche
  - 2001 : 3e, vainqueur de 2 manches
  - 2013 : 23e
  - 2014 : 53e
  - 2015 : 75e
- Coupe du monde de cross-country contre-la-montre
  - 2001 : vainqueur d'une manche

### Championnat d'Europe
| - 1994 - Champion d'Europe de cross-country juniors - 1997 - Champion d'Europe de cross-country espoirs | - 1999 - Champion d'Europe de cross-country |  |

### Autres
- Champion de France de cross-country : 1996 (2e en 1997, 1998, 1999 et 2013)
- Champion de France de cross-country marathon : 2017
- Vainqueur du Roc d'azur : 1997, 2004 et 2013 (2e en 1998, 1999, 2003)
- Tour de France VTT : 1998 et 2003
- Sea Otter Classic : 2008, 2013

## Palmarès en cyclo-cross
| - 1993 - Champion de France de cyclo-cross juniors - Champion d'Île-de-France de cyclo-cross juniors - 3e du championnat du monde de cyclo-cross juniors - 1994 - Champion de France de cyclo-cross juniors - 8e du championnat du monde de cyclo-cross juniors - 1995 - 4e du championnat du monde de cyclo-cross juniors - 1996 - Champion du monde de cyclo-cross espoirs - Champion de France de cyclo-cross espoirs | - 1997 - 4e du championnat du monde de cyclo-cross espoirs - 1998 - Champion de France de cyclo-cross espoirs - Challenge la France cycliste de cyclo-cross - 2000 - 3e du championnat de France de cyclo-cross - 2001 - 3e du championnat de France de cyclo-cross |  |

## Palmarès sur route

### Palmarès par année
| - 1993 - Tour de la Vallée de la Trambouze - 1994 - Prix de Beauchabrol - 3e de La Durtorccha - 1995 - La Durtorccha - 2e du Circuit des Deux Ponts - 3e de la Poly Sénonaise - 1996 - 2e de La Durtorccha - 1998 - Ruban Nivernais-Morvan | - 2001 - 2e du Ruban Nivernais-Morvan - 2002 - 3e étape du Tour de Navarre - 2007 - Grand Prix de Villapourçon - 2008 - 3e étape du Tour de Beauce - 2024 - 3e du championnat de France sur route masters 4 (45-49 ans) |  |

### Résultat sur le Tour de France
1 participation
- 2002 : 44e

## Polémique
En 1999, il aurait volontairement laissé échapper le titre de champion de France de cross-country au bénéfice de Jérôme Chiotti contre la somme de 50 000 francs.
Le 7 avril 2009 il est condamné pour violence volontaire contre son épouse. Il écope d'une peine de quatre mois de prison avec sursis, assortie de deux ans de sursis avec mise à l'épreuve,,.
En 2024, Miguel Martinez est en procès contre son ex-conjointe, Julie, finaliste de Koh-Lanta. Le 25 mars 2025, le tribunal correctionnel de Nevers rend sa décision en le condamnant pour harcèlement.

## Distinctions
- Légion d'honneur
- Hall of Fame de l'Union européenne de cyclisme[19]